# 胡思杜
胡思杜（1921年12月17日—1957年9月21日），中华民国学者、作家、政治人物胡适的次子。

## 名字
胡思杜名字来自于胡适的老师、美国哲学家杜威，以对老师表示感激之情。

## 生平
胡思杜1921年12月17日出生，母亲为江冬秀，他幼年贪玩爱好结交朋友，不喜欢读书，学者罗尔纲曾为他担任过家庭教师，他表示胡思杜“从小就有进步思想，比较爱国、热爱鲁迅”。1939年，随母亲赴上海避难，为防止胡思杜沾染不良习惯，胡适于1941年5月安排他到美国教会学校读书，约8年后回国在北京大学图书馆工作。
1948年国民政府败退台湾之际，因政见不合，表示“我又没有做什么有害共产党的事，他们不会把我怎么样。”同年12月14日拒绝登上与父亲一起走的飞机。但是，胡适在给Prescott W. Townsend的信（胡适纪念馆检索号HS-NK02-009-027）中说：“我与我的太太于1948年12月共军围城的第二天离开北平。思杜自愿要求留下，为我打包我四散在家中的书。当他装好书，存到北京大学图书馆时，他已经很难出来了。从此他就一直待在北京。”中共占领北平后，胡思杜到华北革命大学（中国人民大学前身）学习。

胡適墓園胡思杜紀念碑

1950年9月22日，中共发起“胡适思想批判运动”。胡思杜作为胡适之子表现积极，将父母留给他的财物上缴给组织，说“他以后用不着这些东西了”，“向党组织表示他的忠心”，“同时他还说要加入中国共产党”，在报上发表《对我父亲－胡适的批判》：“他是反动阶级的忠臣，人民的敌人。”认为胡适是“帝国主义的走狗”，“在他没有回到人民的怀抱来以前，他总是人民的敌人，也是我自己的敌人。在决心背叛自己阶级的今日，我感受到了在父亲问题上有划分敌我的必要。”宣布断绝二人父子关系。后来胡思杜被分配到唐山铁道学院担任“马列部”历史讲师。。

1957年在中共反右运动中，因希望入党，积极主动提出关于教学改革的建议，被定为右派分子，9月21日被迫自缢身亡，死时36岁。死后领导告诉其堂兄胡思孟「胡思杜为『畏罪上吊自杀』」。胡思孟在郊外空地将其草草埋葬。相关消息由于未见诸报端，胡适至死仅有耳闻，未确定胡思杜生死。
1980年11月，有关部门重新审查，为胡思杜“平反昭雪”。